# Velký Ik
Velký Ik (baškirsky Оло Ыйыҡ, rusky Большой Ик) je řeka v Baškortostánu a v Orenburské oblasti v Rusku. Je 341 km dlouhá. Povodí má rozlohu 7 670 km².

## Průběh toku
Pramení na západních svazích Jižního Uralu. Ústí zprava do Sakmary (povodí Uralu).

## Vodní režim
Zdrojem vody jsou převážně sněhové srážky.